# Thomas Bordeleau
Thomas Bordeleau, född 3 januari 2002, är en amerikansk professionell ishockeyforward som är kontrakterad till San Jose Sharks i National Hockey League (NHL) och spelar för San Jose Barracuda i American Hockey League (AHL).
Han har tidigare spelat för Michigan Wolverines i National Collegiate Athletic Association (NCAA) och Team USA i United States Hockey League (USHL).
Bordeleau draftades av San Jose Sharks i andra rundan i 2020 års draft som 38:e spelare totalt.
Han är son till Sébastien Bordeleau, barnbarn till Paulin Bordeleau samt brorsonson till Christian Bordeleau och J.P. Bordeleau. Samtliga har spelat i NHL under sina aktiva spelarkarriärer.

## Statistik
| 2014–2015   | Pionniers de Lanaudière            |             | 1  | 0  | 0  | 0  | 0  | — | — | — | — | — |
| 2015–2016   | Conquérants des Basses-Laurentides |             | 32 | 15 | 18 | 33 | 14 | — | — | — | — | — |
| 2016–2017   | Phénix du Collège Esther-Blondin   | LHMAAAQ     | 40 | 12 | 26 | 38 | 28 | 5 | 1 | 1 | 2 | 8 |
| 2017–2018   | Phénix du Collège Esther-Blondin   | LHMAAAQ     | 38 | 26 | 38 | 64 | 22 | 3 | 0 | 1 | 1 | 2 |
| 2018–2019   | Team USA                           | USHL        | 34 | 10 | 12 | 22 | 28 | 2 | 1 | 0 | 1 | 2 |
|             | U.S. National U17 Team             |             | 56 | 16 | 23 | 39 | 46 | — | — | — | — | — |
| 2019–2020   | Team USA                           | USHL        | 19 | 7  | 11 | 18 | 8  | — | — | — | — | — |
|             | U.S. National U18 Team             |             | 47 | 16 | 30 | 46 | 16 | — | — | — | — | — |
| 2020–2021   | Michigan Wolverines                | NCAA        | 24 | 8  | 22 | 30 | 12 | — | — | — | — | — |
| 2021–2022   | San Jose Sharks                    | NHL         | 2  | 0  | 2  | 2  | 0  | — | — | — | — | — |
|             | Michigan Wolverines                | NCAA        | 37 | 12 | 25 | 37 | 35 | — | — | — | — | — |
|             | San Jose Barracuda                 | AHL         | 2  | 0  | 3  | 3  | 0  | — | — | — | — | — |
| NHL totalt  | NHL totalt                         | NHL totalt  | 2  | 0  | 2  | 2  | 0  | — | — | — | — | — |
| NCAA totalt | NCAA totalt                        | NCAA totalt | 61 | 20 | 47 | 67 | 47 | — | — | — | — | — |
| USHL totalt | USHL totalt                        | USHL totalt | 53 | 17 | 23 | 40 | 36 | 2 | 1 | 0 | 1 | 2 |